# Volker Ernsting
Volker Ernsting (* 4. Mai 1941 in Bremen-Vegesack; † 16. Juli 2022 in Bremen) war ein deutscher Karikaturist und Illustrator.

## Biografie
Ernsting war der Sohn eines Bankangestellten. Er besuchte die Oberschule und studierte an der Staatlichen Kunstschule in Bremen. Anschließend erhielt er eine Anstellung als Werbegrafiker in einem Bremer Warenhaus. Zwischen 1963 und 1964 arbeitete er als Schriftgrafiker beim Weser-Kurier. Seit 1965 war Ernsting als freischaffender Grafiker und Karikaturist tätig.
Bereits ab 1962 zeichnete und illustrierte er regelmäßig für die Zeitschrift pardon satirische Beiträge, oft mit einem medienkritischen Schwerpunkt wie etwa ab 1966 die Rubrik MoPS („Monatlicher Pressespiegel“), und bearbeitete literarische Stoffe wie die Odyssee als „Pop-Klassiker“ in verknappter Comicform. Bis ca. Mitte der 1970er Jahre bestimmte er so das Erscheinungsbild von pardon mit und setzte dieses Engagement in dessen Anfangstagen auch für das Magazin Titanic fort.
Aus der Mediensatire entwickelte sich die TV-Parodie zu einem besonderen Markenzeichen Ernstings. So erschien ab Oktober 1970 mit Sherlock Holmes und das Geheimnis der blauen Erbse „ein Krimi, wie er nicht im Fernsehen läuft“ (Untertitel) in der Wochenzeitschrift Hörzu, in 35 Folgen und mit Karikaturen von 78 TV- und weiteren Prominenten. Damit erschloss sich Ernsting zugleich ein neues, umfangreiches Publikum. Für Hörzu lieferte er bis 1995 zahlreiche weitere Arbeiten ab, vor allem Cartoons mit diversen Unterhaltungsstars und Karikaturen wie der bundesdeutschen Fußballnationalspieler zur WM 1974, 1978 und 1982 in einem charakteristischen, akribischen Stil, außerdem einige Comics für die Kinderseite („Hein Daddel“, „Mike Macke“). Parallel dazu arbeitete Ernsting von 1972 bis 1995 für die Tageszeitung Kölner Stadt-Anzeiger auch weiterhin als politischer Karikaturist und lieferte Beiträge u. a. für die Ärztezeitung oder das Journal der Frau.
Ein Projekt, das allerdings nicht zustande kam, war eine geplante Comicserie für das Zack-Magazin des Koralle-Verlags namens „Gablonski“, von der sein Sohn Stefan Ernsting berichtet. Gescheitert ist die Publikation daran, dass das Magazin eingestellt wurde. Die Serie blieb unvollendet und unveröffentlicht.
Ernsting war darüber hinaus in seiner Heimatstadt Bremen ausgesprochen präsent. Er hat etliche Bücher mit lokalem und regionalem Bezug illustriert und insbesondere ab 1974 für die Werbeplakate zum alljährlichen Volksfest Bremer Freimarkt mit dem Ehepaar Sengstake ein markantes, humoristisches Aushängeschild entworfen, das von 1985 an für einige Jahre auch leibhaftig zur Markteröffnung auftrat.

## Werke (Auswahl)
Die Originalzeichnungen unter anderem zu seinen über 28 Buchpublikationen bewahrt das Focke-Museum in Bremen. Ein umfangreiches Konvolut seiner politisch-gesellschaftskritischen Arbeiten befindet sich außerdem bei der Stiftung Haus der Geschichte der Bundesrepublik Deutschland.
- „Hals- und Beinbruch!“: Operationen am Zwerchfell. Bärmeier & Nikel, Frankfurt 1966
- ... und läuft und läuft und läuft!: Ein Käfer made in Germany. Bärmeier & Nikel, Frankfurt 1967
- Sherlock Holmes und das Geheimnis der blauen Erbse. Bärmeier & Nikel, Frankfurt 1971
- Was’n in Bremen so sacht und wo ein fein auf hören muß. Text: Walter A. Kreye. Schmalfeldt, Bremen 1973
- Bremer Kluten. Fotos: Jochen Mönch. Schmalfeldt, Bremen 1974
- Dascha sagenhaft. Text Walter A. Kreye. Schmalfeldt, Bremen 1977
- Was’n in Bremen so ißt. Mit Hermann Gutmann. Döll, Bremen 1982, ISBN 3-88808-003-7
- Pommes mit Ketchup: Cartoons wie du und ich. Stalling, Oldenburg 1982
- Von 5 vor 12 bis Feierabend: Cartoons zur Zeit. Lappan, Oldenburg 1984
- Bremen, gediegen … oder kuck Dir bloss mal Bremen an. Text: Hermann Gutmann. Döll, Bremen 1987
- De Werser geiht! Döll, Bremen 1993
- Der Wettlauf zwischen Hase und Igel. Lappan, Oldenburg 1996
- Wie der Tach auch deiner wird: Hilfestellung aus spitzen Federn. Döll, Bremen 2003
- Gebrüder Grimm – Die Bremer Stadtmusikanten. Lappan, Oldenburg 2007, ISBN 978-3-89082-124-5

## Ehrungen
- Ein Platz am Vegesacker Hafen, der ehemalige Hafenwald, wurde 2023 nach Volker Ernsting benannt.[5][6]